# 아지만

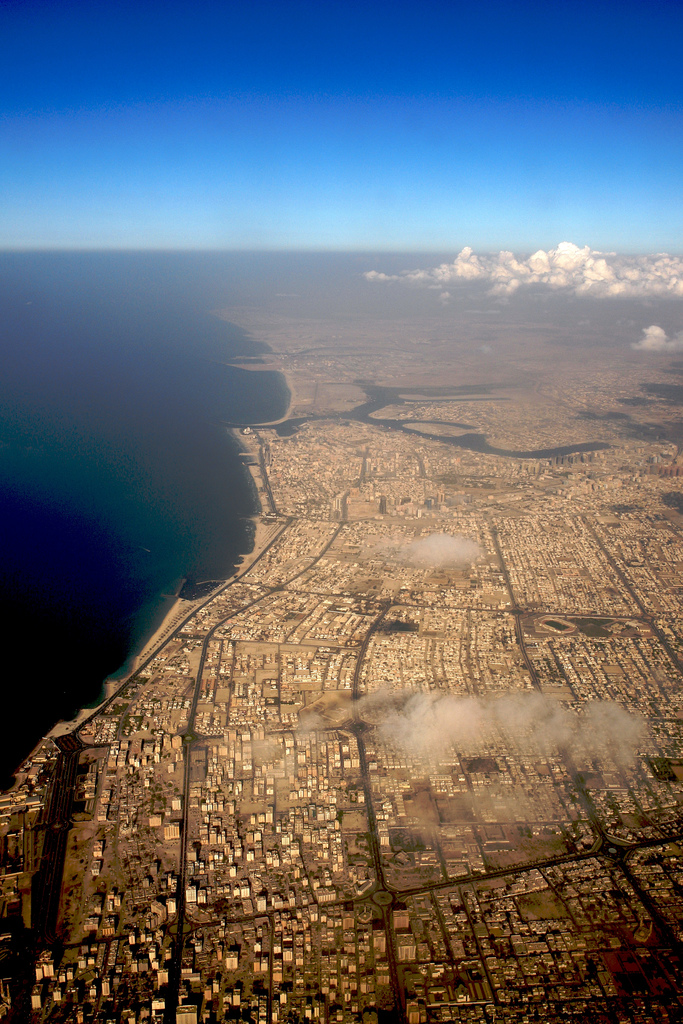
하늘에서 내려다 본 아지만의 모습

아지만(아랍어: عجمان)은 아랍에미리트를 구성하는 7개의 토후국 가운데 하나인 아지만 토후국의 수도로 인구는 238,000명(2010년 기준)이다.